# 黎明Leon 30th Anniversary Random Love Songs 4D in Live 2016
黎明Leon 30th Anniversary Random Love Songs 4D in Live 2016（部份媒體稱為黎明4D演唱會）是香港歌手黎明的個人演唱會，由A Music、亞太文化、掌賞娛樂聯合主辦，Tiffany & Co.為主題贊助商，演唱會於2016年4月28日至5月7日期間在中環海濱活動空間舉行，共演出8場。主辦單位因使用不符合安全標準的帳幕布料而不獲發「臨時公眾娛樂場所牌照」，導致首場演唱會未能如期舉行，且面臨8場演唱會遭到全數取消的危機。黎明知悉事故後向在場觀眾公佈消息並鞠躬道歉，同時透過社交平台交代事件的最新情況，翌日安排工程人員拆除不合規格的帳幕後終獲發牌照，他的處事手法和態度受到社會各界關注和讚賞。2016年5月4日，黎明在演唱期間透過手提電話網絡連接社交平台進行現場直播，成為首個於網上直播演唱會的香港歌手。

## 背景及製作

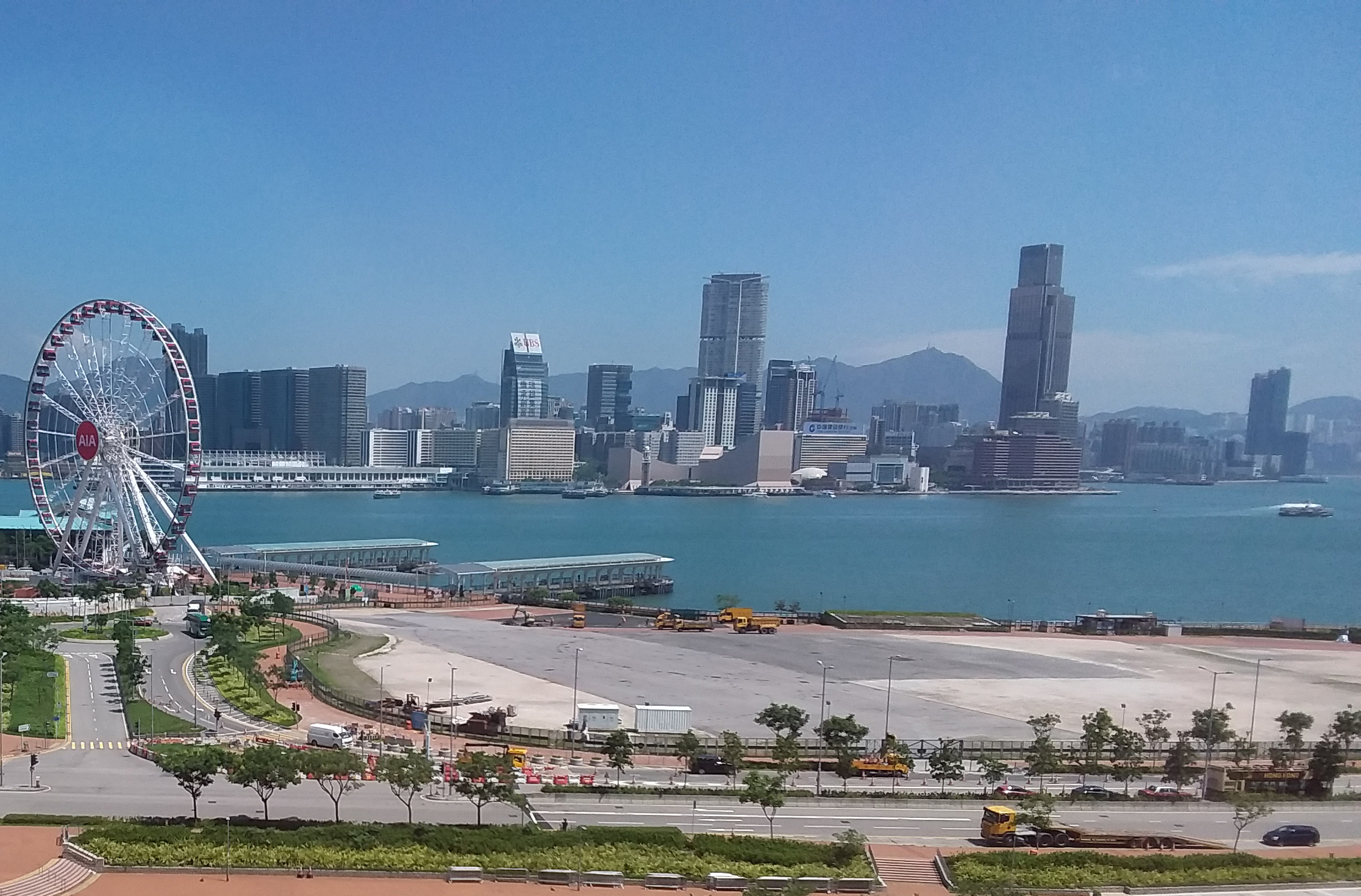
香港中環海濱活動空間

《黎明Leon 30th Anniversary Random Love Songs 4D in Live 2016》是黎明自2011年後再次在香港舉行的個人演唱會，以慶祝黎明入行30周年為主題，於2016年2月6日透過巴士車身廣告展示海報頭像及「黎明LEON 30th ANNIVERSARY」、「APRIL 28th」、「RANDOM LOVE SONGS 4D IN LIVE 2016」字句，同時在黎明開設的社交平台個人帳戶上公佈舉行演唱會的消息，預算製作費約港幣七千萬元。

### 會場設計

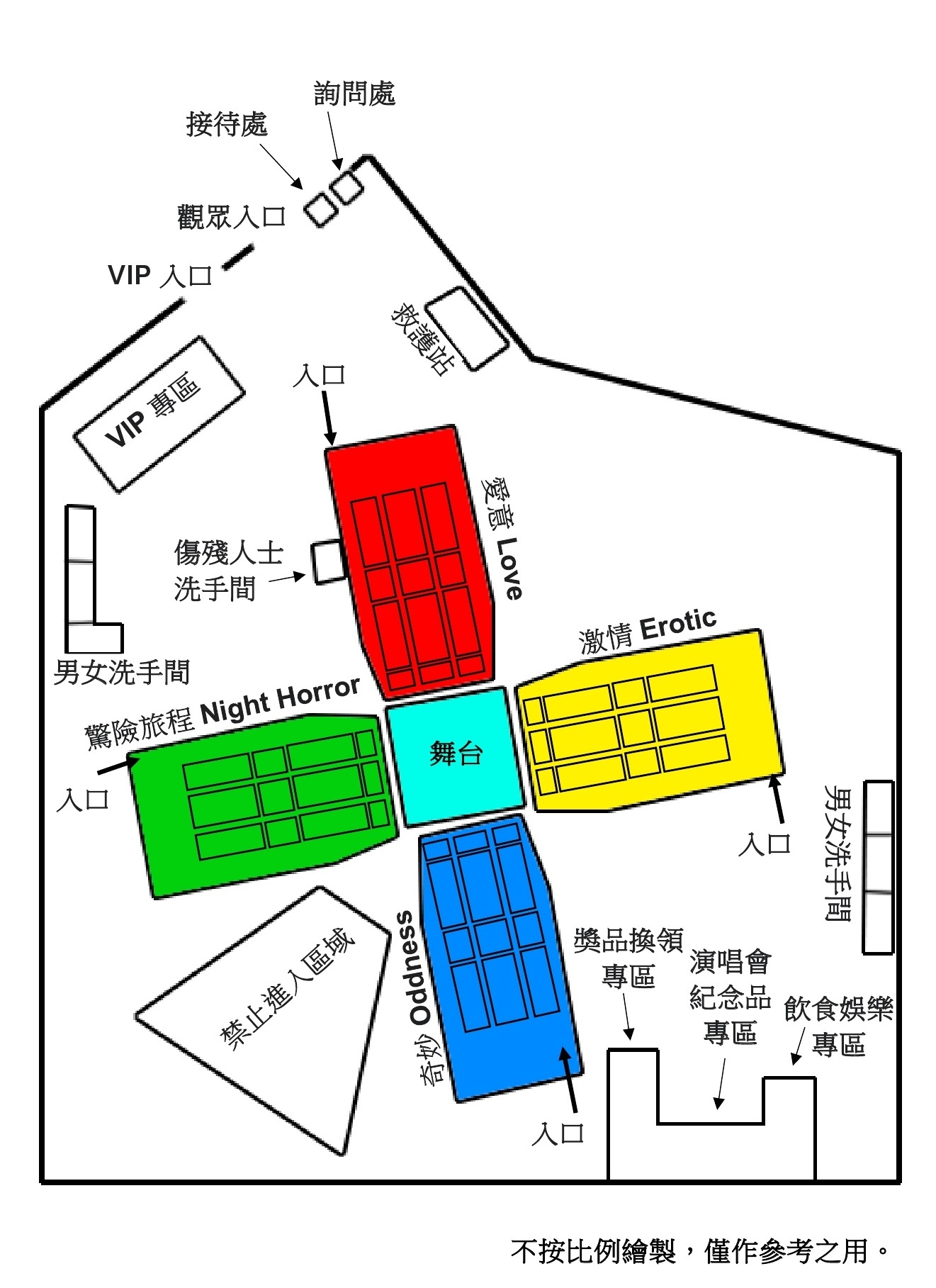
會場設計參考平面圖

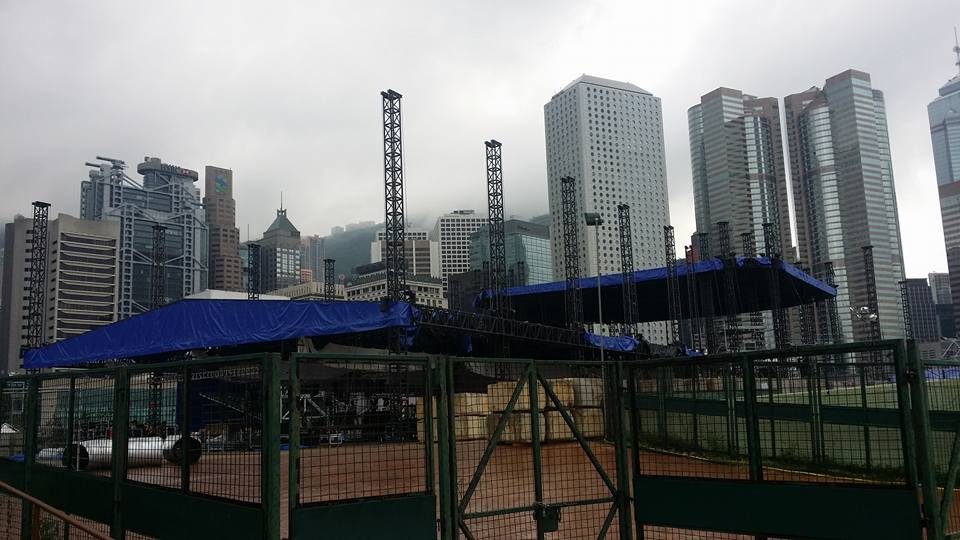
用於搭建場館的鐵架、鋼材、石躉、帳幕等物料

演唱會於中環海濱活動空間舉行，由協興隆承辦演唱會工程，於2016年4月18日動工，以全天候帳幕搭建室內場館，帳幕採用PVC防風、防雨、防噪音布料製造，尺碼面積可覆蓋整個香港大球場，其他物料包括約四百個用來固定帳幕的石躉、鋼材、鐵架等，需動用100個大貨櫃裝載，從外國運到香港，場館內外設有超過一百部恒温冷氣裝置，同時設有足夠數量的流動洗手間，洗手間的面積如貨櫃般大，男、女廁的數目比例為1：2。主辦機構於2016年3月15日公佈演唱舞台及座位設計等電腦模擬圖則，場館由4個區域加1個主舞台組成，以支架撐起帳幕，呈三角形拱頂，頂部支架掛設多盞射燈，場館內部呈長方形，左右兩側設有不規則的白色屏幕，觀眾席從左到右分三欄排列，後排觀眾席為階梯式設計，4個場館區域以「L.E.O.N.」劃分，分別為「愛意」（Love）、「激情」（Erotic）、「奇妙」（Oddness）、「驚險旅程」（Night Horror）4個主題，合共可容納4,500名觀眾，以視覺、聽覺、味覺、觸覺為製作元素，觀眾席兩旁以3D立體全螢幕投射影像，配合第4元素的環迴立體音響效果。

### 舉辦形式
演唱會以嘉年華會形式進行，會場門口設置詢問處及貼有黎明演唱會海報的四方形木箱，場內設有飲食及娛樂區，當中的VIP專區只限持有貴賓門票的觀眾進入，以免費或收費方式提供香檳、紅酒、鮑魚等飲料和食品；飲食娛樂區則以收費方式為所有入場觀眾提供包括酒類在內的各種飲料、街頭小食等；演唱會紀念品專區售賣的商品包括外套、T恤、布袋、手機殼、攬枕、枕頭及香薰蠟燭等。此外，主辦機構向首100名持有貴賓門票的入場觀眾派發幸運卡，抽中印有「恭喜你，你可以乘搭摩天輪」字卡的4名觀眾，可與黎明一起乘坐位於會場旁邊的香港摩天輪，此抽獎活動原定於每晚演唱會開場前舉行，惟因未能趕及申請抽獎牌照及摩天輪周邊有其他市集活動等因素，首5場及補場的摩天輪抽獎活動未能如期舉行。

### 演唱場次及曲目
演唱會原定於2016年4月28日至5月3日晚上舉行，其後宣佈於5月6至7日加開2場，合共演出8場。2016年4月28日首場演唱會因牌照問題而取消，其後於2016年5月4日補辦1場演唱會給持有首場門票的觀眾。以下是演唱場次列表：
| 場次      | 舉行日期（星期）    | 備註 | 來源          |
| --------- | ------------------- | --- | ------------- |
| 1         | 2016年4月28日（四） | 因未能取得「臨時公眾娛樂場所牌照」而取消                                                                 | [ 36 ]        |
| 2         | 2016年4月29日（五） | 摩天輪抽奬活動由於程序問題而取消，演唱會開場時間由晚上8時延遲至9時45分。                                 | [ 37 ] [ 38 ] |
| 3         | 2016年4月30日（六） | 由於摩天輪周邊場地有其他活動，主辦單位基於安全理由，決定暫停摩天輪活動。                                 | [ 39 ]        |
| 4         | 2016年5月1日（日）  | 繼續取消摩天輪活動                                                                                       | [ 40 ]        |
| 5         | 2016年5月2日（一）  | 由於摩天輪周邊仍然有其他活動，因此摩天輪抽奬活動繼續暫停。                                               | [ 41 ]        |
| 6         | 2016年5月3日（二）  | 設有摩天輪抽奬活動                                                                                       | [ 42 ]        |
| 補場      | 2016年5月4日（三）  | 當天的場次趕不及申請抽獎牌照，因此沒有摩天輪抽奬活動。演唱會於晚上10時在社交平台同步直播，時長約四分鐘。 | [ 43 ] [ 44 ] |
| 7（加場） | 2016年5月6日（五）  | 設有摩天輪抽奬活動                                                                                       | [ 45 ]        |
| 8（加場） | 2016年5月7日（六）  | 設有摩天輪抽奬活動，演唱期間於社交平台直播演唱會，時長約三十秒。                                         | [ 46 ] [ 47 ] |

黎明在演唱會中演唱了22首歌曲，惟第二場演唱會因開場時間延遲而刪減了部份歌曲，以下是演唱會的曲目：
1. DNA出錯
2. 危情追蹤
3. Ellie
4. 情
5. 如果可以再見你
6. 今生不再
7. 我的另一半
8. 送你一瓣的雪花
9. 十字天使
10. 月亮下求你一吻
11. 中毒的愛情
12. 願你今夜別離去
13. 越夜越有機
14. 眼睛想旅行
15. 我愛Ichiban Remix
16. 我可以忘記你
17. 長情
18. 那有一天不想你
19. 愛比我重要
20. 我這樣愛你
21. 夜夜夢中見
22. 夏日傾情

### 製作及演出團隊
演唱會由雷頌德、伍樂城、江志仁（C.Y. Kong）擔任音樂顧問，與黎明一起研究演唱會的細節及排練歌曲，演唱會所使用的音樂及音效都是預先準備好，以電腦程式控制，沒有採用樂手進行現場演奏。舞蹈團隊由1名男舞蹈員和13名女舞蹈員組成，其中鄧詠雪和楊子儀同時兼任模特兒，負責輪流陪伴黎明將玫瑰花拋給現場觀眾，黎明親自參與設計舞蹈動作及訓練舞蹈員。女舞蹈員的服裝造型包括罩杯式上衣（Bra Top）配T恤及短褲、LED膠衣、高跟鞋等，黎明在演唱會中所穿着的服裝以西裝及無尾禮服為主。以下是演唱會的製作人員名單：
- 出品人：Alvin  Wang
- 音樂顧問：雷頌德、伍樂城、C.Y.Kong
- 音效製作及設計：伍樂城、Baron Studio、Frankie Hung
- 形象總監：姚志康
- 大會指定藝人髮型：Sev Tsang @ hair culture
- 大會指定藝人化妝：岳乘行
- 大會指定髮型：hc hair culture group
- 大會指定化妝：非常作MAKEUP FOR EVER
- 舞蹈編排：Debra Chan
- 舞蹈員：Sze、Po Hon、Kathy、Jessica、Beep Lok、Tiffany、Kaki、Rachel、Danie Chan、Ziyi、Daisy Chow、Suetzi、Cindy
- 音響及燈光工程提供：興明亞洲工程有限公司
- 工程總監：陳木興
- 工程統籌：Jeffrey Lee
- 燈光設計：大熊広宣、白井義一
- 音響設計：陳木興
- 舞台監聽：周靈峰
- 舞台設計：周炳坤
- 主辦機構：A Music
- 聯合主辦：亞太文化、掌賞娛樂
- 製作：百仕活娛樂事業有限公司

## 牌照事件

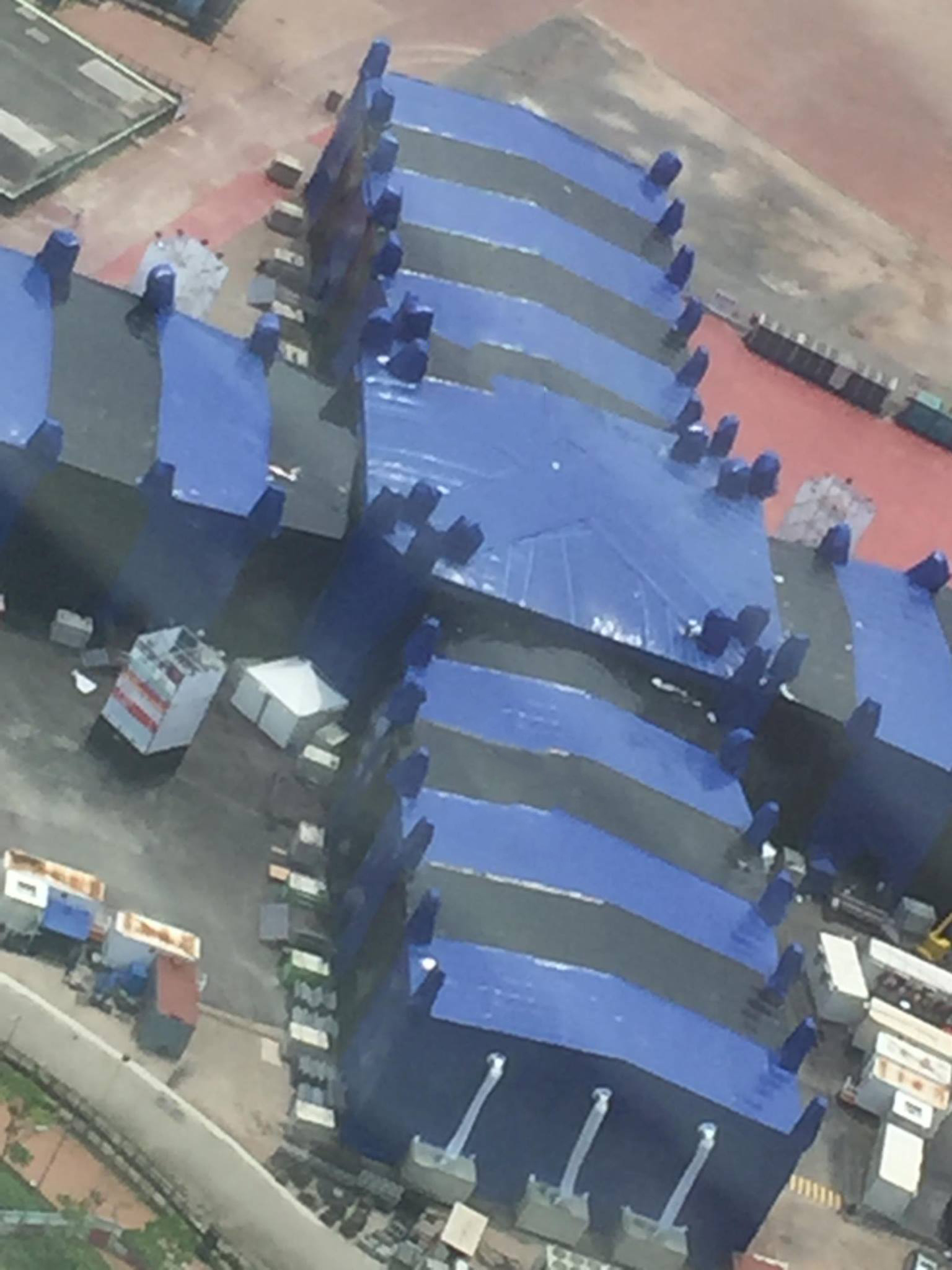
被指不符合消防安全規定的藍色和黑色帳幕布料

### 背景
根據香港法例第172A章《公眾娛樂場所條例》規定，如舉辦屬臨時性質的公眾娛樂場所活動，主辦機構必須於活動開始前的42天向食物環境衞生署（食環署）署長申領「臨時公眾娛樂場所牌照」，同時須遞交有關的建築物繪圖及標明蓋搭方法，並符合各政府部門提出的所有條件，例如消防安全、結構、電力、人流管理等，主辦機構必須最遲在活動開始前2天辦妥所有規定，然後由食環署作最後審批，若違反上述規例，一經定罪，最高可被判罰款2萬5千元及監禁6個月，另加每日罰款2千元。

### 事件經過
2016年1月25日，香港消防處（消防處）收到食環署轉介主辦機構的「臨時公眾娛樂場所牌照」申請，2月2日首次派員實地視察；3月1日收到場地平面圖後再度到場視察；3月8日通知主辦機構需要遵辦的消防規定，當中包括場地採用的帳幕布料必須達到英國標準BS-7837的抗火規格（帳幕布料須於點燃10秒後便可於5秒內自動熄滅），或使用消防處認可的溶液處理，使物料達至有關標準，其後分別於3月22日、4月6日及4月15日聯絡主辦機構，講述消防安全要求，並曾於3月29日向主辦機構查詢帳幕布料是已否符合有關規定，主辦機構於4月12日檢取帳幕布料到化驗所進行測試，證實未符合標準。消防處高級消防區長曾達明於4月26日及27日連同其他消防人員到場視察，向主辦機構說明帳幕布料問題，而場內部份椅子亦被評為不合格，主辦機構其後更換了二千多張椅子。2016年4月28日下午，消防處聯同食環署人員到場進行最後審查，證實帳幕布料依然未達標準，並於下午3時半確認無法發出消防安全證書，食環署其後於下午5時43分發出新聞公報，指演唱會的場地設施不符合消防安全規定，署方因此未能就演唱會活動發出臨時公眾娛樂場所牌照。

### 處理方式
2016年4月28日，黎明知悉不獲發「臨時公眾娛樂場所牌照」後，透過社交平台及親自在現場宣布取消當天的演唱會，初步解釋事件起因並鞠躬道歉，呼籲觀眾有秩序離開，其後再次發佈短片，進一步解釋不獲發牌照的原因是由於帳幕布料產自中國，不符合英國標準，指事件是他們團隊的責任，呼籲公眾不要説政府部門的不是，承諾會盡快尋找解決方法，並再次向公眾道歉。黎明於當天晚上參與會議，與消防處、食環署等政府部門商討，了解法例要求，其後再度透過短片表示正在尋找其他物料取代原有的帳幕物料，承諾會於翌日下午4時交代詳情，而主辦機構亦發聲明宣佈首場演唱會未能如期舉行，表示會透過社交平台公佈最新安排。2016年4月29日，黎明於下午約四時先後發佈兩段短片，他表示最折衷的解決方法是拆除帳幕，承諾會盡快向公眾告知最新消息，其後表示已經拆除了未能通過消防安全標準的帳幕布料，並單方面宣佈當天晚上的演唱會可以如期舉行，同時交代了退票及補場安排。消防處於當天派員到場檢查後，確認演唱場地符合消防安全規定，在晚上7時30分發出消防證書；食環署於晚上8時11分發出新聞公報，表示已經向主辦機構發出「臨時公眾娛樂場所牌照」。以下是黎明在他的Facebook專頁以短片方式交代牌照事件及相關安排的時序：
| 日期          | 時間         | 短片時長 | 內容摘要 | 來源          |
| ------------- | ------------ | -------- | --- | ------------- |
| 2016年4月28日 | 晚上6時16分  | 35秒     | 黎明宣佈取消當天的演唱會及解釋不獲發牌照的原因，呼籲觀眾有秩序離開並向公眾道歉。 | [ 78 ] [ 79 ] |
| 2016年4月28日 | 晚上8時05分  | 53秒     | 黎明指出事件是他們團隊的責任，呼籲公眾不要説政府部門的不是，解釋帳幕布料不符合標準的原因，並再次向公眾道歉。                                                                        | [ 80 ] [ 81 ] |
| 2016年4月28日 | 晚上11時30分 | 23秒     | 黎明表示會尋找其他物料取代現有的帳幕物料，並承諾會在翌日下午4時公佈演唱會能否如期舉行。                                                                                             | [ 82 ] [ 83 ] |
| 2016年4月29日 | 下午3時52分  | 54秒     | 黎明表示正在開會，考慮是否將帳篷拆走，再在周圍圍上黑布減低噪音作折衷方法，他稱要再考慮新做法會否導致其他消防安全措施的問題，希望在當天4時半有決定，並強調會提供退票方案給觀眾選擇。 | [ 84 ] [ 85 ] |
| 2016年4月29日 | 下午4時08分  | 1分27秒  | 黎明表示已經拆除了不符合標準的帳幕布料，宣佈當天晚上的演唱會如期舉行，並交代補場及退票安排。                                                                                        | [ 86 ] [ 87 ] |

## 反應及迴響

### 票房反應
演唱會門票售價分別為港幣2,980元、1,980元、980元，當中2,980元的門票為只限內部認購的鑽石級套票（貴賓門票），價錢較其他香港歌手的演唱會昂貴，有網民抱怨門票價格太高，令人難以負擔，也有人表示票價跟韓國歌手的演唱會相若，價格尚可接受。傳媒指有人於內部認購階段在互聯網轉售數十張門票，當中至少二十張為980元的門票，有網民起鬨，表現緊張，認為有黃牛黨出現，A Music行政總裁王凱文回應指該批門票為演唱會指定銀行的員工優先預售票，他表示有關銀行會了解件事，對違規的員工作出處分，並為引起公眾恐慌致歉。門票於2016年3月7日公開發售，主辦機構表示原定舉行的6場演唱會門票反應熱烈，決定加開2場，另一方面有傳媒指演唱會受到門票昂貴、場地及市道等因素影響，起初票房欠佳，購買$2980元門票的人不多，部份較後座的1980元門票要減價至980元出售，首場4,500張門票整體售出約八成。在上述的牌照事件發生後，場館外層帳幕被拆除，場地設置與售票前有所不同，主辦機構因此設立退票處，接受持有2016年4月30號或之前門票的觀眾辦理退票手續，據傳媒報導，辦理退票的觀眾不多，反而有更多人到場希望買到即日門票，不少觀眾在社交網站留言表示不會退票，同時也有買了首場門票的觀眾表示因無暇出席補場而選擇退票。

### 公眾反應
首場演唱會於2016年4月28日晚上8時舉行，約一百名觀眾提早在開場前3小時排隊等候進場，來自香港及世界各地的觀眾得悉演唱會因牌照問題未能如期舉行後表現失望，甚至激動痛哭，有觀眾高呼黎明的名字以表示支持，也有觀眾鼓噪並遷怒於食環署等政府部門，警方表現緊張並增派人手在場戒備，觀眾其後在大會的呼籲下有秩序離開。場館外層帳幕拆除後，主辦機構在會場四周加設由木板和隔音棉組成的隔音屏障，惟隔音效果不明顯，附近的街道仍可聽到演唱歌聲，吸引沒有門票的市民來到會場外圍收聽演唱，或嘗試從木板隙觀看場內情況，有途經的汽車刻意慢駛或停泊路旁，有人帶備枱布、食物及飲料，即場野餐並聞歌起舞，高峰時期約有數千人聚集，人群由會場入口延伸至中環9號碼頭。2016年5月4日，黎明在演唱期間透過手提電話網絡進行現場直播，為時約四分鐘，超過五萬人次同步收看，在直播18小時後，累積點擊超過一百三十萬，並獲得超過十萬個讚好及過百個分享。在演唱會舉行前後，黎明的歌曲在線上音樂平台KKBOX的每日平均點播次數較平日增加6倍，演唱會所演唱的歌曲成為了最高點播率的歌曲之一。在演唱會舉行的一星期內，黎明的官方Facebook專頁新增約七萬多讚好人數，而關鍵字「黎明」在Google、YouTube的搜尋熱度由過往的20至30升至最高的100。

### 傳媒反應
主辦機構在籌備演唱會期間沒為舉行記者招待會，亦沒有安排記者進入會場採訪，有記者到演唱會會場附近一帶視察環境，並向讀者講述前往會場的交通方式、入口位置及建議到場觀眾不要穿涼鞋，而在上述的牌照事件發生後，香港多份報章皆以頭版大篇幅報導，不少記者於牌照事件翌日早上在場館外守候，每逢有車輛出入或有工作人員走近舞台帳篷進行修補，便嚴陣以待準備採訪，其後有工作人員在記者等候的圍欄中間位置蓋上黑布，記者則嘗試以各種方法拍攝場內情況，如蹲坐地上及站上旁邊的石壆或鐵馬。黎明宣佈演唱會如常舉行後，記者不斷在後門、觀眾入口來回視察及即場訪問觀眾，並於下午五時許與觀眾一起排隊等待入場，除了現場報導會場內的最新消息，亦報導場外的市民在不同位置收聽演唱會的情況。

## 評論摘要

### 製作及演出
綜合各方的評論，以黎明為首的A Music選擇在露天場地搭建室內4D場館舉行演唱會，除了被視為有創意和誠意，也是首個將立體視覺科技實現在香港舞台上及首個於網上直播演唱會的香港歌手，評論認為演唱會的製作成本昂貴，即使由始至終能成功演出，也有虧蝕風險，黎明在知道有機會賠本的情況下，仍然堅持創意和突破，而不墨守成規，展現了昔日香港人的精神。在上述的牌照事件發生後，主辦機構拆除場館的帳幕，原定的4D效果受到外來燈光及風雨影響而未能完全呈現出來，而環境保護署（環保署）則指演唱會的聲浪超出《噪音管制條例》的標準，並發出警告，環保觸覺表示會場附近沒有民居，認為影響不大，時事評論員梁啟智更提議主辦機構向環保署申請「噪音許可證」。有受訪觀眾表示不擔心4D效果不明顯及場地安全等問題，認為最重要是見到黎明，即使拆除了帳幕，也會入場支持，並對黎明的演出表現感到滿意，但略嫌演出時間少。

### 公共空間運用
黎明表示在香港體育館申請演唱會檔期至少要一年前準備，幕後製作人員因此建議在中環海濱活動空間舉辦演唱會，他認為這個概念有新意，雖然製作成本昂貴，但做好預算便可。有建築師認為此演唱會無意中向大眾展現如何善用中環海濱活動空間，也有評論認為此場地不但交通方便而且遠離民居，演唱聲浪不會對居民造成影響，適合用作表演場地。演唱會舉行期間，不少演藝界人士前來觀看並順道視察演出場地，汲取演唱會的運作經驗，有歌手認為場地有新鮮感，對演唱會的製作表示欣賞，也有歌手期望香港政府保留這幅用地，並定期在上址舉行戶外音樂會。當時的發展局局長陳茂波在其網誌中撰文，表示巿民在中環海濱以自己的方式欣賞黎明的演唱會和維多利亞港夜景，場面和氣氛讓他感動，令他想起「地方營造」對使用公共空間的重要性，並提出自己對改善海濱計劃的建議，同時也有專欄作者藉此批評政府的土地規劃政策。

### 危機處理
各界對黎明及主辦機構的危機處理表現，有不同的看法，傳媒指消防處曾先後多次向主辦機構說明問題所在，故認為主辦機構在知道帳幕物料不合規格的情況下，仍動工搭建場館，導致上述牌照事件的發生。有大學教授表示從公關角度來說，事件本身是一場災難，黎明在面對公關危機時，第一時間站出來承認錯誤，未有推卸責任予政府，此舉既可向公眾表現出誠意和承擔，亦可防止政府部門回應事件時可能引起的矛盾，同時認為在社交平台以短片方式道歉及解釋事件是上佳的解決方法，能夠了解公眾的反應，而公眾之間也能互相影響，若有人讚賞黎明，也會影響其他人有正面觀感，對於有觀眾在牌照事件發生後的第一個反應是遷怒政府部門，而不是怪責主辦機構，評論認為這樣反映出政府部門及官員平日的表現未能取得民心，一旦發生事故便觸發市民對政府的不滿情緒，也有評論將牌照事件與梁振英家庭機場濫權風波相提並論，藉此批評政府官員的危機處理手法。

## 出版作品

### 現場專輯
2016年5月16日，黎明在社交平台宣佈推出《黎明Leon 30th Anniversary Random Love Songs 4D in Live 2016》演唱會藍光光碟，以團購形式發售，售價為港幣200元，連速遞費用244元，當中20元作慈善用途，分別捐給香港公益金和聯合國兒童基金會，各港幣10元。團購活動限時10天，目標訂單為1萬張，若訂單數目不足便取消發行光碟，由於團購系統不支援中國大陸地區，因此只限香港及海外地區人士訂購。團購活動開始後的五個多小時已經接獲一萬八千多個訂單，截至2016年5月26日晚上11時59分，共售出28,116張光碟。此光碟的內容由七千多GB的素材剪接而成，並於剪接過程中加入混音及其他效果，光碟內容包括展示演唱會會場全景、黎明的演唱片段、場內和場外觀眾收聽演唱會的情況等，製作時間約二十五天，然後運往德國印製。光碟的曲目如下：
| 曲序     | 曲目                 |          | 作曲           |
| -------- | -------------------- | -------- | -------------- |
| 1.       | DNA出錯              | 周耀輝   | 吳國恩         |
| 2.       | 危情追               | 姚沁     | 山本洋太       |
| 3.       | Ellie                | 周耀輝   | 桑田佳祐       |
| 4.       | 情                   | 林夕     | 雷頌德         |
| 5.       | 如果可以再見你       | 林夕     | 雷頌德         |
| 6.       | 今生不再             | 林夕     | 李迪文         |
| 7.       | 我的另一半           | 劉卓輝   | 天濛光         |
| 8.       | 送你一瓣的雪花       | 古倩敏   | 恰克           |
| 9.       | 十字天使             | 向雪懷   | C.Y.Kong       |
| 10.      | 月亮下求你一吻       | 劉卓輝   | 桑田佳祐       |
| 11.      | 中毒的愛情           | 林夕     | Cho Jang Hyeok |
| 12.      | 願你今夜別離去       | 劉卓輝   | 松本俊明       |
| 13.      | 越夜越有機           | 甄健強   | 雷頌德         |
| 14.      | 眼睛想旅行           | 林夕     | 雷頌德         |
| 15.      | 我愛Ichiban（Remix） | 劉卓輝   | 後藤次利       |
| 16.      | 我可以忘記你         | 張楚翹   | 伍樂城         |
| 17.      | 愛比我重要           | 林夕     | Cho Kyu Man    |
| 18.      | 那有一天不想你       | 向雪懷   | 林慕德         |
| 19.      | 夜夜夢中見           | 向雪懷   | Nobody         |
| 20.      | 夏日傾情             | 向雪懷   | 三木剛         |
| 总时长： | 总时长：             | 总时长： | 1:39:31        |

### 影集
音樂顧問總雷頌德在演唱會期間拍下台前幕後的花絮照片，製作成《黎明影集》，於2016年9月在香港公益金慈善義賣活動中推出，限量2千本，收益作慈善用途。

## 外部連結
- 黎明 Leon Lai 30th Anniversary Random Love Songs 4D Live 2016 官方演唱會花絮（页面存档备份，存于） AMusic Official Channel. 2016-05-03